# 白貴人
白貴人（はくきじん、雍正8年6月17日（1730年） - 嘉慶8年5月26日（1803年））は、清の乾隆帝の側妃。蘇州出身。姓は柏氏、のち柏佳氏。平民の柏士彩の庶出の娘。同じく乾隆帝の側室である怡嬪の同母妹。

## 生涯
乾隆31年（1766年）、后妃選定面接試験「選秀女」を受けて合格し、柏常在に封じられ、その後白常在に封じられる。
乾隆60年（1795年）、乾隆帝が第十五皇子永琰を皇太子に指名した際、白貴人に封じられる。
嘉慶8年5月26日（1803年）、逝去し、清東陵の妃園寝に陪葬された。

## 登場作品
- 如懿伝 〜紫禁城に散る宿命の王妃〜（2017年、中国、演：黃露露）

## 伝記資料
- 『清史稿』